# Воднік
Воднік (рум. Vodnic) — село у повіті Караш-Северін в Румунії. Входить до складу комуни Лупак.
Село розташоване на відстані 350 км на захід від Бухареста, 9 км на південний захід від Решиці, 72 км на південний схід від Тімішоари.

## Населення
За даними перепису населення 2002 року у селі проживали 463 особи.
Національний склад населення села:
| Національність | Кількість осіб | Відсоток |
| -------------- | -------------- | -------- |
| хорвати        | 454            | 98,1%    |
| румуни         | 8              | 1,7%     |

Рідною мовою назвали:
| Мова       | Кількість осіб | Відсоток |
| ---------- | -------------- | -------- |
| хорватська | 456            | 98,5%    |
| румунська  | 7              | 1,5%     |